# 헵테인
헵테인(heptane) 또는 헵탄은 분자식 C7H16, 축약구조식(Condensed structural fomula) CH3(CH2)5CH3을 갖는다. '헵테인은 탄소고리 내에 가지의 위치와 그 양이 다른 9개의 구조 이성질체를 갖는다. n-헵테인은 옥탄가가 0이다.